# Puma AG
Puma AG är ett tyskt företag som designar och tillverkar av sportkläder. Företaget är baserat i Herzogenaurach i Tyskland.
Puma är ett av världens stora sportmärken och har de senaste åren[när?] haft stor framgång med sina retromodeller, där man återanvänt 1970-talets design av skor och sportkläder.

## Historia
Företaget grundades av Rudolf Dassler efter andra världskriget och hette till en början Ruda, men detta ändrades senare till Puma. Rudolf Dasslers bror Adi Dassler grundande å sin sida konkurrenten Adidas, vilket skapat en tidigare stor rivalitet mellan familjedelarna och företagen. Bröderna Dassler hade tidigare samarbetat framgångsrikt i Gebrüder Dassler Schuhfabrik och brytningen mellan bröderna omges av flera olika rykten.
Företagets första sko blev Atom. Framgångar på hemmamarknaden i Västtyskland följde där bl.a. flera landslagsspelare i fotboll började använda Puma. 1958 började man använda Pumas speciella skologo, Formstreifen, på skorna. Puma firade många framgångar på löparbanorna och i de olympiska spelen. 
Under 1960-talet positionerade man sig på USA-marknaden som den stora utmanaren till Adidas. Puma satsade på att komma in i den amerikanska fotbollen och sponsrade en av sportens storstjärnor Joe Namath. Man knöt samtidigt till sig fotbollsstjärnan Pelé som gav sitt namn åt ett par av företagets fotbollsskor. 1966 lanserades Pumas mest klassiska fotbollsskor Puma King framgångsrikt då VM-skyttekungen Eusébio förde glans åt skorna. Under 1970-talet följde Johann Cruyff som företagets stora affischnamn. 1974 avled Rudolf Dassler och sonen Armin Dassler tog över företaget. 

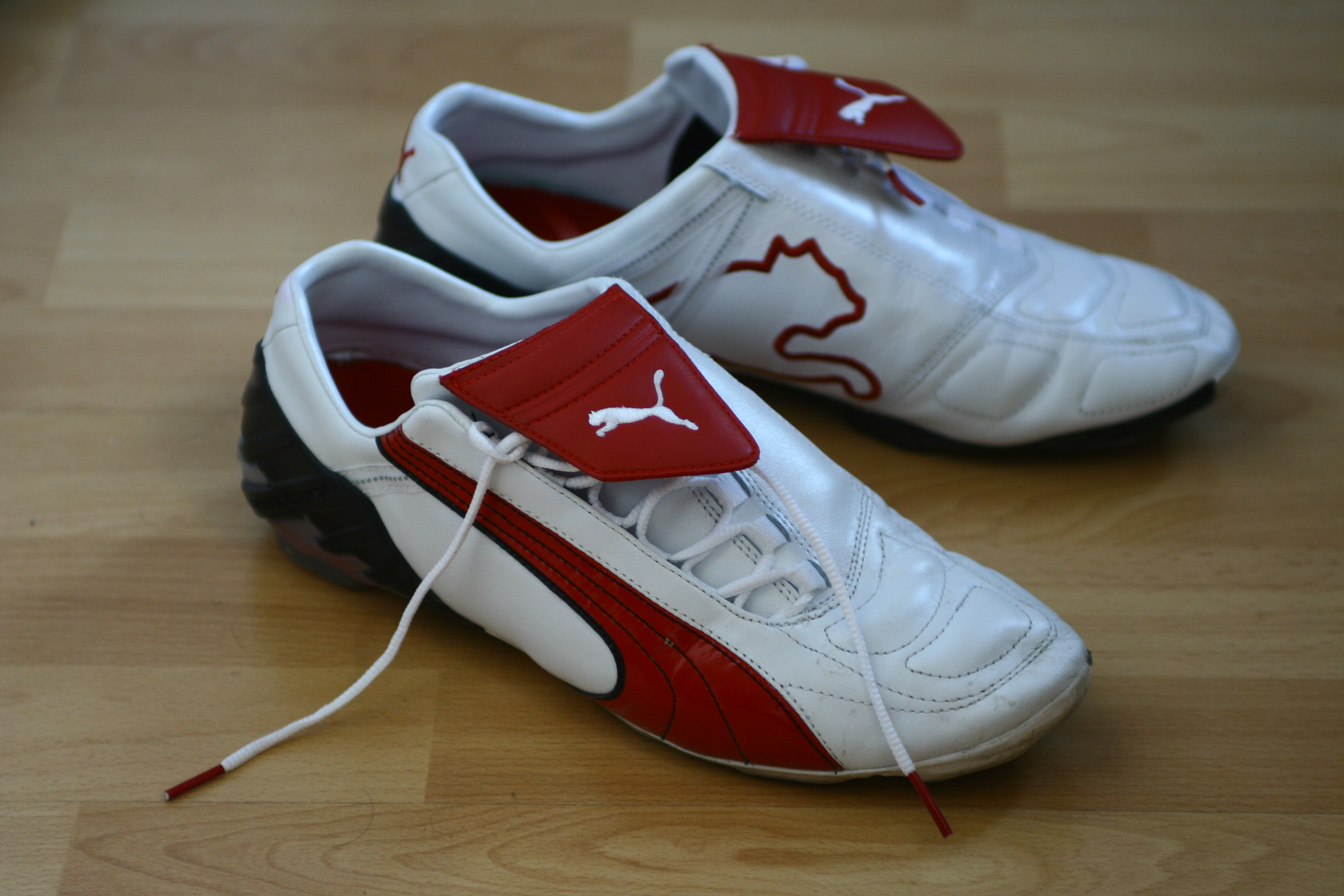
Ett par Puma-skor.

Puma har under 1990-talet producerat de storsäljande Puma Stripe Shorts med blankt nylontyg och märket Puma på sidorna. Samtidigt skedde omstruktureringar och utflyttning av fabriker till låglöneländer. Företaget var nästan i konkurs men har de senaste åren[när?] kommit starkt tillbaka under Jochen Zeitz. Mellan 2001 och 2015 ägde man varumärket Tretorn.
Offensiva satsningar har inte bara gjorts i retrotrenden, Puma har dessutom kommit tillbaka på allvar inom fotbollen. Puma har satsat på att profilera sig som utmanaren – man skapade till exempel ärmlösa, tajt sittande tröjor åt det kamerunska fotbollslandslaget som skapade uppmärksamhet och PR åt Puma. Under VM 2006 fortsatte denna satsning då man sponsrade alla fem afrikanska landslag som deltog. Puma kunde även dra nytta av att det Puma-sponsrade italienska landslaget vann hela turneringen. Puma sponsrar även lag som Arsenal FC och Tottenham Hotspur FC i Premier League och SS Lazio i Serie A. I tyska Bundesliga är storlaget Borussia Dortmund sedan länge utrustat av Puma. 
Huvudkontoret för den svenska och nordiska marknaden ligger i Helsingborg.
Sedan 2007 ingår Puma i Kering.
Bland annat Hammarby IF Fotboll har haft (i detta fall 2015–2018) Puma som huvudsponsor.